# 余祈繁
余祈繁（1438年—？），字汝盛，福建興化府莆田縣人，明朝政治人物。進士出身。

## 生平
福建鄉試第六名。成化二年（1466年）丙戌科會試第四十六名，殿試登進士第二甲第八十九名。

## 家族
曾祖余士彥。祖父余仲恭。父亲余存理。